# Zdobycie Jerozolimy (1099)
Zdobycie Jerozolimy – oblężenie przez siły I wyprawy krzyżowej Jerozolimy bronionej przez fatymidzki garnizon, trwające od 7 czerwca do 15 lipca 1099 roku, zakończone zdobyciem i rzezią miasta.

## Tło konfliktu
W roku 1096, pod wpływem doniesień o prześladowaniach pielgrzymów, a także próśb o pomoc ze strony Cesarstwa Bizantyńskiego, z zachodniej Europy wyruszyła I wyprawa krzyżowa, w celu wyzwolenia Jerozolimy i Grobu Świętego. Krzyżowcy w roku 1097 dotarli do Konstantynopola, a następnie w przymierzu z cesarzem bizantyjskim zdobyli Niceę i wywalczyli sobie drogę przez Azję Mniejszą, pokonując siły miejscowych Turków Seldżuckich w bitwie pod Doryleum. W roku 1098, po długim oblężeniu, podczas którego musieli odeprzeć trzy muzułmańskie armie próbujące przyjść z odsieczą miastu, krzyżowcy zdobyli Antiochię. Teraz droga do celu wyprawy, Jerozolimy, była właściwie otwarta i większość krzyżowców udała się w jej kierunku, z wyjątkiem tych, którzy pozostali na północy w celu okupacji zajętych wcześniej terytoriów.
W tym samym roku 1098 egipscy Fatymidzi, którzy wcześniej proponowali krzyżowcom przymierze przeciwko Wielkim Seldżukom, odbili z ich rąk utraconą w roku 1071 Jerozolimę. Fatymidzi obiecali pielgrzymom swobodny dostęp do miasta i przypuszczalnie uważali, że to skłoni krzyżowców do rezygnacji z ich zamiarów, gdyż nie przygotowali niemal żadnej obrony w Palestynie. Trasę między Trypolisem a Jerozolimą krzyżowcy pokonali bez żadnych walk w dniach 16 maja – 7 czerwca 1099 roku. Na wieść o zbliżaniu się wrogiej armii fatymidzki namiestnik miasta – Iftichar ad-Daul – rozpoczął wzmacnianie murów i wygnał z Jerozolimy większość przebywających tam chrześcijan. Przekazywane przez nich informacje pomogły później krzyżowcom zorganizować obóz.

## Siły i dowódcy
Obrońcami miasta dowodził fatymidzki namiestnik Iftichar ad-Daul. Krzyżowcy nie mieli jednego dowódcy. Swoje armie mieli: Gotfryd z Bouillon i Rajmund IV z Tuluzy, mniejszymi, ale również samodzielnymi oddziałami dowodzili Robert II Krótkoudy, Robert hrabia Flandrii oraz Tankred. Także szereg innych dowódców, którzy formalnie podlegali jednemu z książąt, osiągnęło znaczną samodzielność. Tak oni, jak i pojedynczy żołnierze swobodnie zmieniali obozy zależnie od aktualnej popularności danego księcia. Największy autorytet posiadali Gotfryd i Rajmund. W siłach krzyżowców było ok. 1300 rycerzy i ok. 12 000 piechoty.

## Oblężenie
Krzyżowcy podeszli pod miasto w dniach 7−8 czerwca i podzielili się na trzy główne grupy. Od strony północnej stanęły siły Roberta Normandzkiego i Roberta hrabiego Flandrii. Od zachodu stały siły Gotfryda z Bouillon i Tankreda, a od południa, od strony Syjonu, wojska prowansalskie – Rajmunda z Tuluzy. Siły krzyżowców były zbyt małe, by skutecznie odciąć miasto i w następnych dniach obrońcy wielokrotnie wychodzili poza obręb murów, atakując oblegających. Już podczas drogi do Jerozolimy krzyżowcy mieli poważne braki w zaopatrzeniu. Pod miastem cierpieli głód i pragnienie. Obrońcy zasypali pobliskie studnie, a najbliższe źródła wody znajdowały się o sześć kilometrów od ich obozów. Woda tak, jak i jedzenie dochodziły do obozów zepsute. Do pierwszych znaczących walk doszło 11 czerwca. Część wojsk chrześcijańskich spośród sił prowansalskich pod wodzą Rajmunda Pileta samowolnie zaatakowało oddział 200 jeźdźców arabskich, który wyszedł poza mury. Chrześcijanie zwyciężyli, zdobywając 30 koni. 13 czerwca doszło do pierwszego szturmu na miasto. Krzyżowcy nie zdążyli przygotować machin oblężniczych, mieli jedynie, zależnie od źródła – jedną wieżę, lub jedną drabinę. Udało im się jednak zniszczyć część niższego zewnętrznego muru. 10 dnia oblężenia do obozu dotarli posłańcy od zakotwiczonych w Jafie genueńskiej floty z zaopatrzeniem. Wysłano wtedy ponad 100-osobowy oddział do ochrony portu. Część tych sił, przypuszczalnie straż przednia, pod dowództwem Aszarda z Momelonu została wybita w drodze przez liczący 700 jeźdźców oddział fatymidzki, który z kolei został pobity przez Rajmunda Pileta, dowodzącego głównymi siłami wysłanymi do portu. Wobec otoczenia portu przez flotę Fatymidów statki zostały porzucone, a załogi przyłączyły się do krzyżowców i wraz z całym uratowanym ładunkiem udały się pod Jerozolimę. Było wśród nich wielu rzemieślników i wodzowie wyprawy postanowili wykorzystać ich do zbudowania większej liczby machin oblężniczych. Zbudowano dwie wieże oblężnicze, jedną dla Gotfryda zbudował Gaston z Béarn (ta wieża mogła być rozłożona i ponownie złożona), drugą wzniósł w obozie Rajmunda z Tuluzy jeden z Genueńczyków – Wilhelm Embriaco. W tym czasie ujawniły się spory o przyszłą władzę nad miastem – zwołana rada nie przyniosła żadnego rozstrzygnięcia, wodzowie zgodzili się jedynie co do tego, że należy wspólnie przeprowadzić szturm. Podczas całego oblężenia krzyżowcy starali się złamać morale obrońców poprzez pokazowe akty okrucieństwa. Były to m.in. przeprowadzane pod murami egzekucje znaczących jeńców, czy też wrzucanie jeńców muzułmańskich do miasta przy pomocy katapult. Obrońcy odpowiadali na to profanowaniem krzyży i nękaniem pozostałych w mieście nielicznych chrześcijan.

### Szturm
Główny szturm został przeprowadzony od strony północnej, gdzie przeniosły się siły Gotfryda, i południowej. Atak rozpoczął się w środę 13 lipca, był kontynuowany następnego dnia, a także w nocy z 14 na 15 lipca. Pierwszy atak od strony północnej został przeprowadzony pod tzw. wieżą czterokątną, pod którą Gotfryd budował swoją wieżę oblężniczą, lecz w nocy z 13 na 14 lipca wieża Gotfryda została zdemontowana i przeniesiona pod słabszą Bramę Kwietną (Heroda). 14 lipca na północnym odcinku udało się zniszczyć mur zewnętrzny. Tymczasem atak Rajmunda z Tuluzy od południa załamał się wobec silnej obrony. 15 lipca Gotfryd podszedł ze swoją wieżą pod główny mur i przez kilka godzin ostrzeliwał obrońców z jej górnych kondygnacji (wieża miała ok. 16 metrów, mur ok. 13). Około południa na murach wybuchł pożar, wydaje się, że wywołany przez samych obrońców, którzy używali płonących pocisków i ognia greckiego (lub substancji o podobnych właściwościach). Muzułmanie uciekli z płonącego fragmentu muru, na który wkroczyli krzyżowcy. Pierwszym z nich miał być rycerz Lethold z Tournai. Zarówno dzień, jak i godzina decydującego szturmu miały dla krzyżowców znaczenie symboliczne, gdyż były, co podkreślają źródła z epoki, dniem i godziną Męki Pańskiej. Wśród pierwszych napastników na murach był sam Gotfryd, który kierował atakiem ze szczytu wieży oblężniczej. Na wieść o wdarciu się krzyżowców do miasta obrońcy południowego odcinka murów poddali się Rajmundowi. Jemu też poddała się jerozolimska cytadela – Wieża Dawida.

### Rzeź miasta
Po zwycięstwie nastąpiła rzeź obrońców i mieszkańców miasta. Z żołnierzy ocaleli jedynie ci, którzy poddali się Rajmundowi z Tuluzy. Liczbę ofiar rzezi trudno ustalić; szacunki wahają się od 10 tysięcy według źródeł frankijskich do 70 tysięcy według źródeł muzułmańskich, przy czym niemal współczesne tamtym wydarzeniom świadectwo hebrajskie informuje, jak ujawniły niedawne badania, że liczba zabitych mogła nie przekroczyć 3 tysięcy. Część krzyżowców, m.in. Tankred, usiłowała ocalić mieszkańców zebranych w meczecie Umara, którzy jednak również zostali wybici. Trupy były w następnych dniach wynoszone za miasto przez jeńców i usypywane w stosy „wyższe niż domy”. Doszło także do masowej grabieży. Następnie krzyżowcy urządzili uroczystą procesję do Grobu Świętego, by spełnić ślubowania podjęte na początku krucjaty.  Według Roberta Spencera masakra jakiej dopuścili się Krzyżowcy w Jerozolimie, jest jednym z powodów dla którego krucjaty stały się plamą na historii Kościoła katolickiego.

## Skutki
W niecały miesiąc po oblężeniu, 12 sierpnia, krzyżowcy pokonali idącą na pomoc Jerozolimie armię fatymidzką pod Askalonem, co ostatecznie przesądziło o zwycięstwie I wyprawy.
Po zdobyciu Jerozolimy Gotfryd z Bouillon został wybrany władcą miasta. Gotfryd nie zgodził się przyjąć tytułu króla mówiąc, że w mieście, w którym Jezus Chrystus nosił cierniową koronę, nie może być króla. Był tytułowany odtąd Obrońcą Grobu Świętego, niemniej wybór ten stanowił początek Królestwa Jerozolimskiego, które istniało w Palestynie aż do roku 1291, kiedy Mamelucy zdobyli ostatnią twierdzę krzyżowców, Akkę.